# Famaillá
Famaillá ist die Hauptstadt des Departamento Famaillá in der Provinz Tucumán im Nordwesten Argentiniens. 
Famaillá wird vom Río Famaillá durchflossen, liegt auf 339 Meter Höhe und hat 22.924 Einwohner (2010, INDEC). Die Entfernung zur Provinzhauptstadt San Miguel de Tucumán beträgt 35 Kilometer. Famaillá ist in Argentinien bekannt als Hauptstadt der Empanada.

## Geschichte
- Am 19. September 1841 war Famaillá Schauplatz der Batalla de Monte Grande, in der die Truppen von Juan Manuel de Rosas unter dem Befehl von Manuel Oribe gegen die Liga del Norte von General Juan Lavalle kämpfte.
- Am 28. Mai 1975 lieferte sich die Armee in Manchalá eine bewaffnete Auseinandersetzung mit der Guerilla der ERP. In der Folge wird in der Escuela "Diego de Rojas" von der Armee ein geheimes Gefängnis- und Folterzentrum eingerichtet. Eines der ersten der Militärdiktatur.
- Am 12. Mai 1999 organisiert der Zuckersektor den "Tractorazo", eine Demonstration mit großen Landfahrzeugen, um gegen die Wirtschaftspolitik der Regierung zu protestieren.

## Landwirtschaft
Die Hauptanbauprodukte sind Zuckerrohr, Erdbeeren, Kulturheidelbeeren und Zitrusfrüchte. Famaillá ist aber auch in der Bienenzucht aktiv.

## Sehenswertes
- Parroquia Nuestra Señora del Carmen. Historisches Monument.
- Anfíteatro „Luis Sandrini“. Schauplatz des Musikprogramms des Festival Nacional de la Empanada. Das Amphitheater wurde nach einem der berühmtesten Komiker des argentinischen Kinos benannt.

## Feste
- Festival Nacional de la Empanada (September). Nach örtlicher Selbsteinschätzung werden in Famaillá die schmackhaftesten Empanadas Argentiniens gebacken. Zum Beweis lädt Famaillá alljährlich im September ein, dies im Rahmen eines Volksfestes mit Tanz und Musik zu überprüfen. Eine Jury aus örtlichen Würdenträgern, Stars aus dem Showbiz Argentiniens und einem bekannten Folkloristen kürt die beste Empanada-Bäckerin des Jahres. Die persönlichen Rezepte für Teig und Füllung sind dabei so geheim wie das Brauserezept von Coca-Cola. Die Empanadas werden in Lehmöfen über Wurzelholz gebacken und heiß gegessen.

## Persönlichkeiten
- Exequiel Palacios (* 1998), Fußballspieler